# Limnothrissa miodon
Limnothrissa miodon és una espècie de peix pertanyent a la família dels clupeids i l'única del gènere Limnothrissa.

## Descripció
- Pot arribar a fer 17 cm de llargària màxima (normalment, en fa 10).
- Cos relativament prim.
- 13-18 radis tous a l'aleta dorsal.
- 15-19 radis tous a l'aleta anal.
- Nombre de vèrtebres: 41-44.
- Té una bufeta natatòria grossa, la qual li permet de recórrer grans distàncies verticals.
- Presenta una franja platejada al llarg dels costats.[3][4]

## Reproducció
Té lloc a prop de la costa i durant l'estació humida, però amb pics des del maig al juny i des del desembre al gener.

## Alimentació
Menja plàncton (incloent-hi copèpodes i gambes), tot i que els individus més grossos també es nodreixen de larves de Stolothrissa. El canibalisme és corrent.

## Depredadors
És depredat per Hydrocynus forskalii, Anguilla bengalensis labiata (a Zàmbia), Lates niloticus (a Tanzània), Lates stappersii (a Tanzània), Synodontis zambesensis (a Zàmbia), Schilbe mystus, Hydrocynus vittatus, Chlidonias leucoptera i Larus cirrocephalus.

## Hàbitat
És un peix d'aigua dolça, pelàgic i de clima tropical (21 °C-29 °C; 3°S-18°S) que viu entre 20-40 m de fondària.

## Distribució geogràfica
Es troba a Àfrica: és autòcton del llac Tanganyika i ha estat introduït a altres llacs (com ara, Kivu, Kariba, etc.).

## Costums
És principalment nocturn i prefereix les aigües obertes.

## Pesca
El foc és emprat per atraure aquesta espècie i capturar-la mitjançant salabres.

## Observacions
Ha produït impactes ecològics adversos en alguns països després de la seua introducció.